# Железничка станица Требаљево
Железничка станица Требаљево је једна од железничких станица на прузи Београд—Бар. Налази се насељу Ровачко Требаљево у општини Колашин. Пруга се наставља у једном смеру ка Колашину и у другом према Мојковцу. Железничка станица Требаљево састоји се из 3 колосека.

## Повезивање линија
- Пруга Београд—Бар